# Хрушица (Ново Место)
Хрушица (словен. Hrušica) је насеље у општини Ново Место, регија Југоисточна Словенија, Словенија.

## Историја
До територијалне реорганизације у Словенији била је у саставу старе општине Ново Место.

## Становништво
У попису становништва из 2011. године, Хрушица је имала 147 становника.
| Број становника према пописима | Број становника према пописима | Број становника према пописима |
| ------------------------------ | ------------------------------ | ------------------------------ |
| 1991                           | 2002                           | 2011                           |
| 150                            | 148                            | 147                            |

Напомена: Године 2011. извршена је мања размена територија између насеља Велики Слатник и Хрушица.